# Mułek buławkowaty
Mułek buławkowaty (Gomphocerippus rufus) – euroazjatycki gatunek owada prostoskrzydłego z rodziny szarańczowatych (Acrididae), jedyny przedstawiciel rodzaju Gomphocerippus. W Polsce jest gatunkiem rzadko spotykanym. W północnej części kraju znany jest z nielicznych stanowisk, natomiast na południu spotykany jest częściej. W europejskiej części zasięgu występowania jest gatunkiem borealno-górskim.